# Rouleaux illustrés du Dit de Hōgen

Les Rouleaux illustrés du Dit de Hōgen (保元物語絵巻, Hōgen monogatari emaki) formaient un emaki datant de l’époque de Kamakura (1185–1333) qui illustrait le Dit de Hōgen, un conte guerrier japonais narrant l’épisode historique de la rébellion de Hōgen en 1156. Aujourd’hui disparu, l’emaki est évoqué dans plusieurs documents historiques et a servi de sources d’inspiration pour de nombreuses œuvres ultérieures sur le même sujet.

## Contexte artistique: l’art desemaki
Apparu au Japon vers le VIe siècle grâce aux échanges avec l’Empire chinois, l’art de l’emaki se diffusa largement auprès de l’aristocratie à l’époque de Heian. Un emaki se compose d’un ou plusieurs longs rouleaux de papier narrant une histoire au moyen de textes et de peintures de style yamato-e. Le lecteur découvre le récit en déroulant progressivement les rouleaux avec une main tout en le ré-enroulant avec l’autre main, de droite à gauche (selon le sens d’écriture du japonais), de sorte que seule une portion de texte ou d’image d’une soixantaine de centimètres est visible. La narration suppose un enchaînement de scènes dont le rythme, la composition et les transitions relèvent entièrement de la sensibilité et de la technique de l’artiste. Les thèmes des récits étaient très variés : illustrations de romans, de chroniques historiques, de textes religieux, de biographies de personnages célèbres, d’anecdotes humoristiques ou fantastiques…
L’époque de Kamakura (1185–1333), dont l’avènement suivit une période de troubles politiques et de guerres civiles, fut marquée par l’arrivée au pouvoir de la classe des guerriers (les samouraïs). La production artistique y était très soutenue, explorant des thèmes et techniques plus variés encore qu’auparavant, signalant l’« âge d’or » de l’emaki (XIIe et XIIIe siècles). Les peintures de chroniques militaires et historiques étaient particulièrement appréciées par la classe dominante (les guerriers) à l’époque de Kamakura ; les documents anciens permettent d’identifier de nombreux emaki sur ces sujets, dont certains existent toujours de nos jours comme certaines parties des Rouleaux illustrés du Dit de Heiji qui racontait la rébellion de Heiji.

## Le sujet: leDit de Hōgen

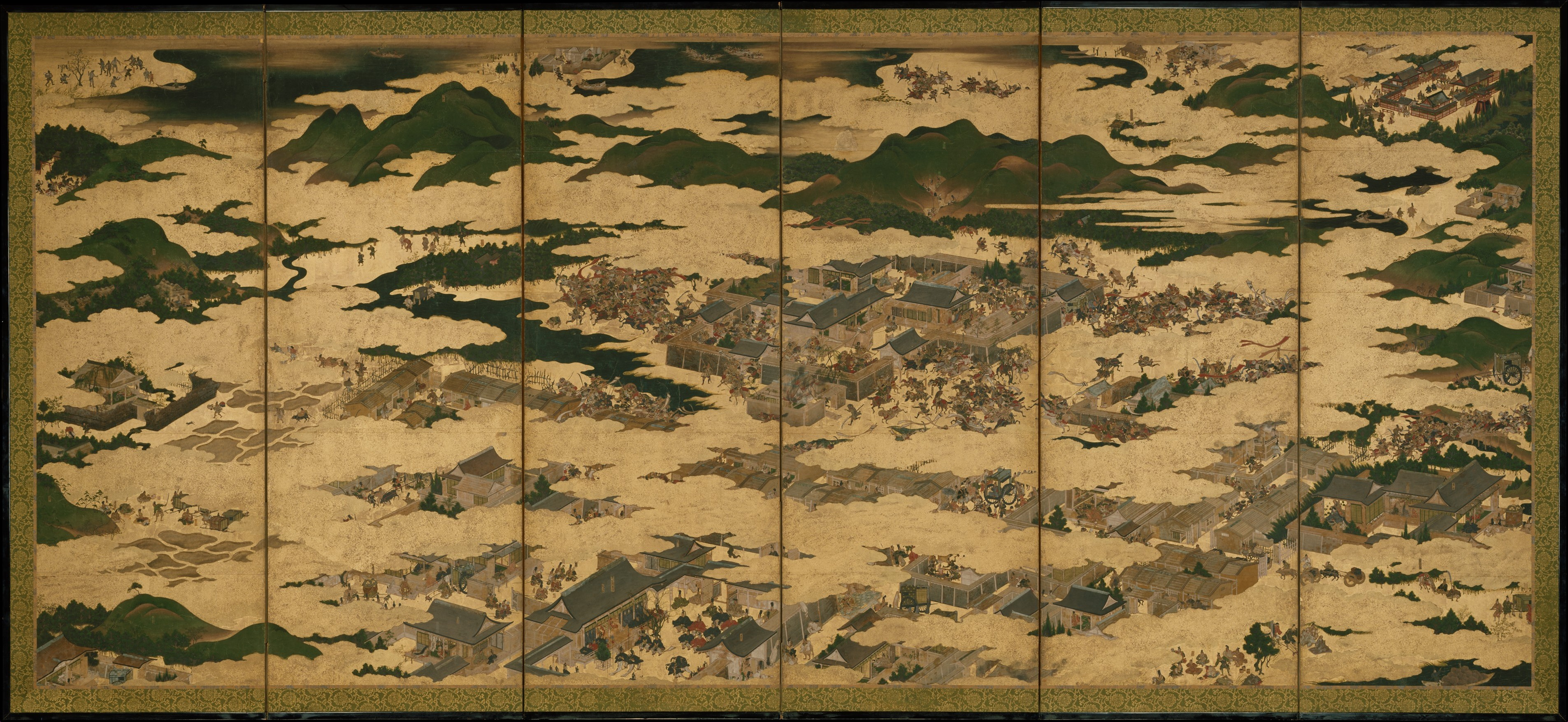
Paravent du XVIIe siècle illustrant la rébellion de Hōgen.

L’emaki narre un épisode historique de la fin de la l’époque de Heian : la rébellion de Hōgen en 1156. Cette rébellion s’inscrit dans une période de troubles qui voit s’effondrer le pouvoir impérial au profit des clans guerriers, notamment les Taira et les Minamoto. La rébellion de Hōgen est due à la rivalité au sommet de l’empire entre Sutoku et Go-Shirakawa. Les forces de Go-Shirakawa en sortent victorieuses, mais cet épisode historique marque surtout la montée en puissance des Taira et des Minamoto, qui jouent un rôle clé dans la rébellion et vont bientôt se disputer le pouvoir.
L’affrontement entre ces deux clans est narré dans trois contes historiques, le Dit de Hōgen, le Dit de Heiji et le Dit des Heike, qui forment donc une trilogie de récits historiques sur la fin de l’époque de Heian connue en français sous le titre de Cycle épique des Taïra et des Minamoto. Le Dit de Hōgen, qui est illustré dans les Rouleaux illustrés du Dit de Hōgen, se compose plus précisément de trois volumes composés probablement entre 1177 et 1221.

## Les documents historiques sur l’œuvre
Les Rouleaux illustrés du Dit de Hōgen ont malheureusement  disparu de nos jours, et l’histoire de l’œuvre n’est connue que partiellement au travers des documents historiques qui l’évoquent, notamment le Kammon Gyoki en 1436 (le journal intime du prince Fushimi-no-miya Sadafusa), le Yasutomi-ki en 1448 (le journal intime de Nakahara Yasutomi) et le Daijō-in jisha zōjiki en 1491 (compilation de journaux de moines du temples Daijō-in),. La date de confection n’est pas connue, mais est estimée contemporaine à celle des Rouleaux illustrés du Dit de Heiji, soit le milieu ou la seconde moitié du XIIIe siècle durant l’époque de Kamakura, les deux œuvres étant généralement évoquées conjointement dans les sources et ayant donc pu former originellement un ensemble.
Le Kammon Gyoki indique que l’emaki était en 1436 composé de 15 rouleaux divisés en trois groupes (peut-être pour chacun des trois volumes du Dit de Hōgen),, et aurait été créé par l’école de peinture Takuma, active durant l’époque de Kamakura. Au début du XVIIe siècle, au moins une partie de l’œuvre semble toujours exister, car certaines portions sont utilisées comme modèle par l’artiste Sōtatsu. Au milieu de l’époque d’Edo, vers 1709-1722, seul un rouleau subsistait encore d’après le Honchō gunkikō écrit par l'érudit Arai Hakuseki. Des motifs de l’emaki sont reproduits jusqu’au début du XIXe siècle, si bien que l’œuvre a dû définitivement disparaître après cette date.

## Influence
Si la forme originelle de l’emaki est perdue, les Rouleaux illustrés du Dit de Hōgen, ainsi que d’autres emaki contemporains sur des chroniques guerrières, ont eu une influence indéniable sur de nombreux peintres ultérieurs jusqu’à l’époque d’Edo, si bien que certains motifs des rouleaux peuvent être retracés à travers les nombreuses œuvres qui en sont inspirées, dont des paravents, éventails et kakemono.